# Prioniturus verticalis
Prioniturus verticalis  (лат.) — вид птиц из отряда попугаеобразных. Впервые описан Шарпом в 1893 году. Эндемик Филиппин. Населяет субтропические и влажные тропические леса и мангровые заросли. Находится под угрозой исчезновения из-за потери естественной среды обитания.